# Periplaneta cylindrica
Periplaneta cylindrica är en kackerlacksart som först beskrevs av Carl Peter Thunberg 1826.  Periplaneta cylindrica ingår i släktet Periplaneta och familjen storkackerlackor. Inga underarter finns listade i Catalogue of Life.